# Emma Smith Gillies
Emma Smith Gillies (* 7. März 1900 in Haddington, East Lothian, Schottland; † 3. März 1936 in Edinburgh) war eine schottische Keramikkünstlerin.

## Leben
Emma Gillies wuchs in Haddington auf und wurde in den frühen 1920er Jahren Mitglied des Scottish Women’s Rural Institute (SWRI), wo sie im sogenannten Mak-Merry-Pottery-Stil von Catherine Blair ausgebildet wurde. Bald unterrichtete sie selbst in der Keramikdekoration. 1929 zog sie nach Edinburgh und studierte am Edinburgh College of Art bei Alexander Carrick. 1932 erhielt sie ein Reisestipendium für das Royal College of Art in London, welches sie jedoch aufgrund ihrer schlechten Gesundheit nach einem Jahr nicht fortsetzen konnte. 1935 stellte sie in der Art Exhibition of the Society of Scottish Artists aus. Im März 1936 starb sie im Alter von nur 35 Jahren. Ihr Bruder, der Maler William George Gillies, widmete ihr nach ihrem Tod zahlreiche Porträts.

## Werk
Emma Gillies wurde vor allem für ihre im Art-déco-Stil gefassten und bemalten Gefäße bekannt. Neben dem Verzieren von Töpferwaren schuf sie auch eigene Keramikobjekte, die durch ihre lebendigen, farbigen Ornamente auffallen. Ihr Werk wurde posthum wiederentdeckt, als im Jahr 2012 mehrere ihrer Stücke im Edinburgh College of Art aufgefunden wurden. Seither fanden Ausstellungen wie „Potter and Muse“ (Royal Scottish Academy, 2006) und „Emma Gillies Rediscovered“ (University of Edinburgh, 2014–15) statt, die ihr Schaffen würdigten.